# Bulbophyllum
Bulbophyllum је род скривеносеменица, из породице орхидеја Orchidaceae. Овај велики род са преко 2000 врста је распрострањен у земљама са топлом клмом као Африка, јужна Азија, Латинска Америка, Западне Индије и многа острва у Индијски и Тихи океан.

## Врсте
Неке врсте су познати по својој екстремној вегетативних и цветним облицима: 
- Bulbophyllum beccarii
- Bulbophyllum barbigerum
- Bulbophyllum falcatum
- Bulbophyllum santosii
- Bulbophyllum macphersonii
- Bulbophyllum medusae

Нове врсте су откриване сваке године, као што су:
- Bulbophyllum ciluliae Bianch. & J.A.N.Bat., Sitientibus 2004
- Bulbophyllum orezii Sath.Kumar 2004
- "Bulbophyllum sagemuelleri" Bustamante & Kindler  2015
- "Bulbophyllum translucidum" Kindler, Bustamante & Ferreras 2016

Bulbophyllum nocturnum, ова врста је описана у новембру 2011., је једини орхидеја која отвори своје цветове ноћу и затвори их у току дана.
Постоји један интергенетички хибрид: Triasphyllum (abbr.: Tphm.) (Bulbophyllum x Trias)
Изабране врсте:
- Bulbophyllum barbigerum - bearded Bulbophyllum
- Bulbophyllum beccarii
- Bulbophyllum crassulifolium - wheat-leaved Bulbophyllum
- Bulbophyllum falcatum
- Bulbophyllum flaviflorum - golden comb orchid
- Bulbophyllum flabellum-veneris (= B. lepidum) - Venus' Fan Bulbophyllum
- Bulbophyllum fletcherianum - tongue orchid
- Bulbophyllum globuliforme
- Bulbophyllum macphersonii
- Bulbophyllum macraei - Wu-lai cirrous orchid
- Bulbophyllum makayanum - daisy orchid
- Bulbophyllum medusae
- Bulbophyllum pachyrachis - rattail orchid
- Bulbophyllum purpurea - lizard orchid
- Bulbophyllum retusiusculum - yellow comb orchid
- Bulbophyllum transarisanense - lily orchid

## Очување статуса
Један број врста рода Bulbophyllum угрожене врсте (прети истребљење), и евидентиране су у World Conservation Union (IUCN):
- Bulbophyllum bifarium, осетљива
- Bulbophyllum filiforme, критично угрожена
- Bulbophyllum gravidum, осетљива
- Bulbophyllum jaapii, осетљива
- Bulbophyllum kupense, критично угрожена
- Bulbophyllum modicum, осетљива
- Bulbophyllum nigericum, осетљива
- Bulbophyllum pandanetorum, угрожена
- Bulbophyllum rubrolabellum, угрожена
- Bulbophyllum tokioi, угрожена

Додатно, Bulbophyllum porphyrostachys је на IUCN црвеној листи наведена као "скоро угрожена".

## Галерија
- B. baileyi var. alba
- B. falcatum
- B. lepidum
- B. putidum
- B. pectenveneris
- B.translucidum